# Дом актёра (сквот)
Дом актёра — ростовский памятник градостроительства и архитектуры. В конце 80-х годов XX века в здании был образован сквот. На сегодняшний день дом жилой, охраняется законом об объектах культурного наследия народов РФ.

## История сквота
«Домом актёра» в Ростове-на-Дону называли полувыселенный пятиэтажный дом (архитектор — Леонид Эберг, построен с 1935 по 1938 год) в конце улицы Горького — начале улицы Каяни, многоквартирный дом и общежитие, в котором некогда жили актёры ростовских театров. В плане здание похоже на букву «З». Существует легенда, будто архитектор Эберг был влюблен в ростовскую актрису Зинаиду Зорич. В её честь и был спроектирован «Дом актёра», напоминающий в плане первую букву её имени и фамилии.
В этом доме жили будущие звезды театра и кино Вера Марецкая и Ростислав Плятт, на первом этаже первого подъезда размещалась квартира театрального режиссёра Юрия Завадского. Старожилы рассказывали, что каждый понедельник Завадский, несмотря на то, что был с Марецкой в разводе, чинно приходил к ней на обед.
В 1960-е часто случались аварии городской теплотрассы и водопроводной сети; в стенах появились трещины. В последующие годы проводилось закрепление основания фундаментов, устанавливались металлические стяжки по стенам южного и восточного корпусов, металлические обоймы на ряде проёмов и простенков. После окончания ремонта в начале 1970-х годов Дом актёра передали в ведение жилищно-коммунального хозяйства города. В середине 1980-х в среднем дворовом крыле дома, в пустующих помещениях обосновались ненадолго мастерские по ремонту книжного фонда Областной научной библиотеки имени Карла Маркса. С ними соседствовали мастерские по изготовлению сувениров. Здесь же, в подвале, размещались склады объединения «Сувенир».
В 1984 году южная часть дома пострадала от пожара, выгорело два верхних этажа и были повреждены нижние. Так образовались незаселённые, брошенные помещения, в которых (после 1986 года) начали селиться художники и поэты из групп андеграунда Ростова.
Первым в 1986 году там обустроил свою мастерскую художник Алексей Евтушенко. С 1986 года самозахватом в пустующих квартирах начали селиться ростовские поэты и художники. Самозахвату комнат способствовало то, что несмотря на запланированный снос, городские власти забыли отключить в доме канализацию, воду и электричество.
Заселено было художниками, поэтами и хиппи около 30 комнат.

## Известные обитатели сквота
- Брунько, Александр Виленович (1947—2006) — российский поэт.
- Евтушенко, Алексей Анатольевич (1957) — российский фантаст, поэт, карикатурист, автор и исполнитель собственных песен.
- Немиров, Мирослав Маратович (1961) — российский поэт, прозаик, эссеист [10].
- Калашников, Виталий Анатольевич (1958—2012) — российский поэт, один из основателей «Заозёрной школы».
- Кошляков, Валерий Николаевич (1962) — российский художник[11].
- Лисовский, Всеволод Эдуардович — телепродюсер[4].
- Слепченко, Василий Рудольфович (1962—1991) — российский художник[4][12].
- Тер-Оганьян, Авдей Степанович (1961) — российский художник, основатель товарищества «Искусство или смерть».
- Тимофеев, Сергей Анатольевич (художник) (1959—1993) — русский художник, поэт, музыкант. Основатель ростовской музыкальной группы «Пекин Роу-Роу», активный участник товарищества «Искусство или смерть», главный художник Четвёртого канала Останкино[13].
- Шабельников, Юрий Леонидович (1959) — российский художник.

## Цитаты
Вот я и отрезвел от любви и тюрьмы…  

Ну и что же вокруг — окромя пыльной тьмы?  

Некто пьяненький томно взирает окрест,  

Перестройкой, как бомбой, разгромлен подъезд…  

Предъяви мне, о Страсть, ордер вновь на арест!  

ДОМ АКТЕРА!  

Дом актёра — последний, цыганский уют,  

Здесь бутылки стеклянную мессу поют,  

Здесь — без всяких ментов — обступает беда: 

И со стенок вода, и горят провода…  

Я сбежал бы отсель хоть сейчас. Но КУДА?!  

ДОМ АКТЕРА!  

Да-с, я трезв и свободен, и галстук при мне,  

Бороденка топорщится в пыльном окне,  

Я стою у дверей, ключ надменно суя…  

Но на кой мне свобода и трезвость сия?!  

Я хотел — извините — сказать: «на фига?» —  

ДОМ АКТЁРА! — А. Брунько 
- «Потом, в 88-м году мы переселились в Москву. Там сквотов было уже сколько угодно — знаменитая коммуна в Фурманном переулке в конце восьмидесятых; в начале девяностых — коммуна в Трехпрудном, в середине девяностых — коммуна Петлюры на Петровке. Но ростовский Дом Актёра даже на их фоне был явлением уникальным — своей огромностью, безумностью своей архитектуры, степенью запущенности и разрушенности, своей отдельностоящестью посреди парка…» — М. Немиров.

## Архитектура
Многоэтажное здание Дом актёра, построенное в 20-30 годах XX века относится к так называемым ростовским «домам-гигантам».  Дом представляет собой четырёхэтажное кирпичное здание с четырескатной крышей и балконами на трёх верхних этажах.  В объёмно-пространственной композиции Дом актёра представляет поздний этап развития конструктивизма в Ростове-на-Дону. Здание имеет сложную З-образную конфигурацию, которая образовалась двумя полузамкнутыми дворовыми пространствами. Такой план был раскрывал дом на запад и позволял сформировать два больших двора. Вокруг северного двора  группировались корпуса с квартирами секционной планировки для ведущих актёров. Южный двор формировался длинным корпусом с коридорной планировкой квартир. Там были комнаты для гастролёров, бутафоров, гримёров, парикмахеров, рабочих сцены и др.
Пятый этаж южного корпуса в своё время не был достроен. В корпусе по проекту должен был быть размещен ресторан и столовая.  Из других предполагаемых бытовых помещений и учреждений на первом этаже начали работать детский сад и ясли.
Под северным, средним и южным тремя блоками здания, размещёнными параллельно друг другу, были сооружены изолированные подвалы. Южный подвал предназначался для бомбоубежища.
В юго-восточной угловой части дома был устроен парадный вход в корпус со стороны парка. Здесь был просторный круглый вестибюль-холл с трёхмаршевой парадной лестницей. Холл в объёмной композиции дома был сделан в виде цилиндра с протяжёнными галереями по фасаду на больших колоннах.
После окончания строительства Дом актёра был обнесен оградой. Со стороны улицы ограда представляла собой кирпичные оштукатуренные столбы,  венчающиеся шарами,  с металлическими решётчатыми секциями между ними на высоком каменном цоколе. Ограда со стороны западной части дома имела въездные ворота и калитку, другие ворота были в восточной части дома.